# Paid in Full
Paid in Full ist das Debütalbum von Eric B. & Rakim. Es erschien 1987 unter Zakia/4th & Broadway Records und gilt als maßgebendes Album des Eastcoast-Hip-Hop. Steve Huey von All Music Guide bezeichnete es als „eines der einflussreichsten Rap-Alben aller Zeiten“. MTV listete es auf Platz #1 der „besten Hip-Hop Alben aller Zeiten.“ 2003 platzierte die Musikzeitschrift Rolling Stone das Album auf Platz 227 seiner Liste der 500 besten Alben aller Zeiten.
Rakim war für die Raps verantwortlich und DJ Eric B. für die Beats und Produktionen. Das Album beinhaltet keine Gastauftritte von anderen Sängern oder Rappern. Queensbridge Legende Marley Marl co-produzierte zwei Tracks und war somit die einzige außenstehende Person, die am Album mitwirkte. Die Singleauskopplungen sind Eric B Is President (1986), I Ain't No Joke (1987), I Know You Got Soul (1987) und Move The Crowd (1987). Paid in Full erreichte Platz # 58 der amerikanischen Alben Charts. Als der Plattenvertrag im Jahr 1987 für das Album zustande kam, wurde Rakim somit zum ersten MC in der Geschichte, der eine Summe über eine Million US-Dollar erhielt, daher auch der Titel Paid In Full.

## Musikstil
Mit Paid in Full revolutionierten Eric B. & Rakim den Stil des Eastcoast Hip-Hop. Die Musik ist von Jazz und Soul inspiriert. Es wurden viele klassische Samples benutzt (wie es zu dieser Zeit praktisch jeder tat) unter anderem von James Brown, The Jackson Five und Earth, Wind and Fire. Auf Eric B. Is President wurden beispielsweise Funky President von James Brown und über zehn weitere Lieder benutzt. Anders als die meisten Hip-Hop-Acts jener Tage – etwa Run-D.M.C., KRS-One und Public Enemy – schrie Rakim nicht energiegeladen ins Mikrofon, sondern reimte mit gelassener Stimme. Das besondere an Paid in Full ist, dass die Musik straßenorientiert war (jedoch ohne dass Waffen und Drogen im Mittelpunkt standen) und somit von den einfachen Menschen gut aufgenommen wurde. Rakim schaffte es gleichzeitig, seine Texte intelligent zu halten, indem er Werte und Ansichten der Nation of Gods and Earths in seinen Texten vermittelte (die Lehre der Supreme Mathematics). Damit verlieh er der Atmosphäre des Albums wichtige Eigenschaften wie den „Street Swagger“ (Straßensound) und die „Street Knowledge“ (Wissen). Er schafft es, die Massen zu bewegen, wie Rakim in Move The Crowd erzählt. In den Texten handelt es sich meist um das alltägliche Leben in New York City. Dabei treten komplexe Metaphern, Wortspiele und bekannte Zitate aus klassischer Literatur wie etwa von William Shakespeare auf. 

## Einfluss
Paid In Full inspirierte viele Karrieren. Rapper wie ICE-T, Jay-Z, Nas, 50 Cent, Busta Rhymes, Mike Shinoda und Jermaine Dupri gaben Rakim als wichtigste Inspiration während ihrer Kindheit an.

## Titelliste
| #  | Titel                 | Dauer | Songschreiber                                                           | Produzent(en)                | Performer      |
| -- | --------------------- | ----- | ----------------------------------------------------------------------- | ---------------------------- | -------------- |
| 1  | I Ain’t No Joke       | 3:56  | Eric Barrier, William Griffin                                           | Eric B. & Rakim              | Rakim          |
| 2  | Eric B. Is on the Cut | 3:54  | Eric Barrier, William Griffin                                           | Eric B. & Rakim              | (Instrumental) |
| 3  | My Melody             | 6:50  | Eric Barrier, William Griffin                                           | Marley Marl                  | Rakim          |
| 4  | I Know You Got Soul   | 4:47  | Eric Barrier, William Griffin, Bobby Byrd, James Brown, Charles Bobbitt | Eric B. & Rakim              | Rakim          |
| 5  | Move the Crowd        | 3:50  | Eric Barrier, William Griffin, Steve Griffin                            | Eric B. & Rakim              | Rakim          |
| 6  | Paid in Full          | 3:46  | Eric Barrier, William Griffin                                           | Eric B. & Rakim              | Rakim          |
| 7  | As the Rhyme Goes On  | 4:04  | Eric Barrier, William Griffin                                           | Eric B. & Rakim              | Rakim          |
| 8  | Chinese Arithmetic    | 4:12  | Eric Barrier, William Griffin                                           | Eric B. & Rakim              | (Instrumental) |
| 9  | Eric B. Is President  | 6:17  | Eric Barrier, William Griffin                                           | Eric B. & Rakim, Marley Marl | Rakim          |
| 10 | Extended Beat         | 3:49  | Eric Barrier, William Griffin                                           | Eric B. & Rakim              | (Instrumental) |

## Illustration
Auf dem Cover ist das Hip-Hop-Duo Eric B. & Rakim stehend mit Geldscheinen, Goldketten und Guccianzügen zu sehen. Im Hintergrund sind grüne Banknoten, die „Dead Presidents“ (amerikanischer Slang), abgebildet. Das Coverbild von Paid in Full hat an dem späteren Bling-Kult in der Hip-Hop Szene während der 1990er Jahre maßgebend mitgewirkt.

## Hintergrund
Der Song I Know You Got Soul erschien in dem Computerspiel Grand Theft Auto: San Andreas auf dem virtuellen Radiosender Playback FM.